# Prusias nugalis
Espèce
Prusias nugalis est une espèce d'araignées aranéomorphes de la famille des Sparassidae.

## Distribution
Cette espèce se rencontre au Panama et au Mexique.

## Publication originale
- O. Pickard-Cambridge, 1892 : Arachnida. Araneida. Biologia Centrali-Americana, Zoology. London, vol. 1, p. 89-104 (texte intégral).